# دانوت گرکو
دانوت گرکو (به انگلیسی: Dănuț Grecu) (زادهٔ ۲۶ سپتامبر ۱۹۵۰ – درگذشتهٔ ۱۲ دسامبر ۲۰۲۴) ژیمناست اهل کشور رومانی بود.